# Armenische Badminton-Juniorenmeisterschaft
Armenische Badminton-Juniorenmeisterschaften werden nach dem Zerfall der Sowjetunion seit der Saison 1992/1993 ausgetragen. Die Austragung von Titelkämpfen der Erwachsenen begann vier Jahre später. Internationale Titelkämpfe von Armenien gibt es noch nicht.

## Die Titelträger
| Saison    | Herreneinzel         | Dameneinzel       | Herrendoppel                          | Damendoppel                         | Mixed                                |
| --------- | -------------------- | ----------------- | ------------------------------------- | ----------------------------------- | ------------------------------------ |
| 1992/1993 | Hayk Misakyan        | Diana Minasyan    | Armen Hunanyan Armen Manukyan         | Diana Minasyan Alina Khachatryan    | Armen Manukyan Diana Minasyan        |
| 1993/1994 | Hayk Misakyan        | Ruzanna Hakobyan  | Hayk Misakyan Garik Movsisyan         | Ruzanna Hakobyan Armine Torosyan    | Zaven Muradyan Ruzanna Hakobyan      |
| 1994/1995 | Hayk Misakyan        | Lusine Arzcyan    | Hayk Misakyan Harutyun Gabrielyan     | Mariam Muradyan Anahit Tadevosyan   | Hayk Misakyan Mariam Muradyan        |
| 1995/1996 | Hayk Misakyan        | Mariam Muradyan   | Hayk Misakyan Hovhannes Avdalyan      | Marim Muradyan Armine Manukyan      | Hayk Misakyan Mariam Muradyan        |
| 1996/1997 | Harutyun Gabrielyan  | Mariam Muradyan   | nicht ausgetragen                     | nicht ausgetragen                   | nicht ausgetragen                    |
| 1998 2000 | nicht ausgetragen    | nicht ausgetragen | nicht ausgetragen                     | nicht ausgetragen                   | nicht ausgetragen                    |
| 2000/2001 | Levon Torosyan       | Mariam Muradyan   | Ruben Poghosyan Armen Malkhasyan      | Mariam Muradyan Anna Nazaryan       | Levon Torosyan Anna Nazaryan         |
| 2001/2002 | Ruben Poghosyan      | Sona Gevorgyan    | Ruben Poghosyan Arthur Gevorgyan      | Sona Gevorgyan Laura Samvelyan      | Ruben Poghosyan Laura Samvelyan      |
| 2002/2003 | Ruben Poghosyan      | Sona Gevorgyan    | Ruben Poghosyan Arthur Gevorgyan      | Sona Gevorgyan Laura Samvelyan      | Ruben Poghosyan Laura Samvelyan      |
| 2003/2004 | Ruben Poghosyan      | Laura Samvelyan   | Ruben Poghosyan Harutyun Poghosyan    | Laura Samvelyan Ester Mirzakhanyan  | Ruben Poghosyan Laura Samvelyan      |
| 2004/2005 | Spartak Rsyan        | Laura Samvelyan   | Spartak Rsyan Hrachya Mnatsakanyan    | Laura Samvelyan Ester Mirzakhanyan  | Spartak Rsyan Laura Samvelyan        |
| 2005/2006 | Spartak Rsyan        | Laura Samvelyan   | Spartak Rsyan Hrachya Mnatsakanyan    | Laura Samvelyan Ester Mirzakhanyan  | Spartak Rsyan Laura Samvelyan        |
| 2006/2007 | Spartak Rsyan        | Laura Samvelyan   | Spartak Rsyan Hrachya Mnatsakanyan    | Laura Samvelyan Ester Mirzakhanyan  | Spartak Rsyan Laura Samvelyan        |
| 2007/2008 | Hrachya Mnatsakanyan | Laura Samvelyan   | Hrachya Mnatsakanyan Gurgen Poghosyan | Laura Samvelyan Lilit Poghosyan     | Hrachya Mnatsakanyan Laura Samvelyan |
| 2008/2009 | Hrachya Mnatsakanyan | Laura Samvelyan   | Karen Petrosyan Harutyun Harutyunyan  | Lilit Poghosyan Meline Kocharyan    | Hrachya Mnatsakanyan Laura Samvelyan |
| 2009/2010 | Gurgen Poghosyan     | Lilit Poghosyan   | Hrachya Mnatsakanyan Sargis Isahakyan | Meline Kocharyan Lilit Minasyan     | Gurgen Poghosyan Lilit Poghosyan     |
| 2010/2011 | Gurgen Poghosyan     | Lilit Poghosyan   | Gor Hakobyan Sargis Isahakyan         | Lilit Poghosyan Lilit Minasyan      | Gurgen Poghosyan Lilit Minasyan      |
| 2011/2012 | Gurgen Poghosyan     | Lilit Poghosyan   | Gurgen Poghosyan Serj Arakelyan       | Knarik Margaryan Lilit Poghosyan    | Gurgen Poghosyan Lilit Minasyan      |
| 2012/2013 | Edgar Nazaretyan     | Lilit Poghosyan   | Gor Hakobyan Serj Arakelyan           | Anahit Manukyan Lilit Poghosyan     | Gor Hakobyan Lilit Poghosyan         |
| 2013/2014 | Edgar Nazaretyan     | Lilit Poghosyan   | Edgar Nazaretyan Serj Arakelyan       | Karine Minasyan Lilit Poghosyan     | Edgar Nazaretyan Lilit Poghosyan     |
| 2014/2015 | Zaven Mnatsakanyan   | Lilit Poghosyan   | Vardan Kirakosyan Miqayel Babayan     | Marieta Nikoyan Lilit Poghosyan     | Zaven Mnatsakanyan Lilit Poghosyan   |
| 2015/2016 | Vardan Kirakosyan    | Knarik Margaryan  | Vardan Kirakosyan Arman Vardanyan     | Knarik Margaryan Marieta Nikoyan    | Vardan Kirakosyan Knarik Margaryan   |
| 2016/2017 | Arman Vardanyan      | Marieta Nikoyan   | Arman Vardanyan Gor Grigoryan         | Mane Stepanyan Marieta Nikoyan      | Arman Vardanyan Marieta Nikoyan      |
| 2017/2018 | Arman Vardanyan      | Gayane Mamajanyan | Erik Krbashyan Gegham Hunanyan        | Gayane Mamajanyan Anahit Poghosyan  | Arman Vardanyan Gayane Mamajanyan    |
| 2018/2019 | Arman Vardanyan      | Elen Tiraturyan   | Arman Vardanyan Gor Grigoryan         | Elen Tiraturyan Mane Stepanyan      | Arman Vardanyan Gayane Mamajanyan    |
| 2019/2020 | nicht ausgetragen    | nicht ausgetragen | nicht ausgetragen                     | nicht ausgetragen                   | nicht ausgetragen                    |
| 2020/2021 | Arman Vardanyan      | Elen Tiraturyan   | Arman Vardanyan Erik Krbashyan        | Elen Tiraturyan Shushan Harutyunyan | Arman Vardanyan Elen Tiraturyan      |
| 2021/2022 | Manvel Harutyunyan   | Elen Tiraturyan   | Davit Saribekyan Sargis Mkhitaryan    | Elen Tiraturyan Svetlana Boyajyan   | Arman Vardanyan Elen Tiraturyan      |
| 2022/2024 | keine Daten          | keine Daten       | keine Daten                           | keine Daten                         | keine Daten                          |
| 2024/2025 | Hamlet Parsyan       | Lusine Smbatyan   | Hamlet Parsyan Narek Poghosyan        | Eliza Hovhannisyan Ani Kichatyan    | nicht ausgetragen                    |